# سورة القصص
سورة القَصَص سورة مكية، ماعدا الآيات 52: 85 فمدنية، من المثاني، آياتها 88، وترتيبها في المصحف 28، في الجزء العشرين، نزلت بعد سورة النمل، بدأت بحروف مقطعة ﴿طسم ۝١﴾. سميت سورة القصص لوقوع لفظ القصص فيها عند قوله تعالى: {فَلَمَّا جَاءَهُ وَقَصَّ عَلَيْهِ القَصَصَ} [القصص:25]. وورود قصة موسى مفصلة موضحة من حين ولادته إلى حين رسالته.
وقد تكلمت هذه السورة عن عدة مواضيع، من أهمها: طغيان فرعون وإفساده، ووعد الله بإنقاذ المضطهدين، وتوعده بعقوبة المفسدين، وميلاد موسى عليه السلام ونجاته من القتل، وقتل القبطي خطأ والخروج إلى مدين، وقصة قارون وعاقبة البغي والتكبر، وبشارة النبي صلى الله عليه وسلم بالعودة إلى مكة.

## مواضيع سورة القصص
ذكر تعالى عظمة القرآن وصدقه وحقه، وأن أهل العلم بالحقيقة يعرفونه ويؤمنون به ويقرون بأنه الحق، ﴿الَّذِينَ آتَيْنَاهُمُ الْكِتَابَ مِنْ قَبْلِهِ﴾ [القصص:52] وهم أهل التوراة، والإنجيل الذين لم يغيروا ولم يبدلوا ﴿هُمْ بِهِ﴾ [القصص:52] أي: بهذا القرآن ومن جاء به ﴿يُؤْمِنُونَ﴾ [القصص:52] يخبر تعالى أنك يا محمد -وغيرك من باب أولى- لا تقدر على هداية أحد، ولو كان من أحب الناس إليك، فإن هذا أمر غير مقدور للخلق هداية للتوفيق، وخلق الإيمان في القلب، وإنما ذلك بيد اللّه سبحانه تعالى، يهدي من يشاء، وهو أعلم بمن يصلح للهداية فيهديه، ممن لا يصلح لها فيبقيه على ضلاله.
وأما إثبات الهداية للرسول في قوله تعالى: ﴿وَإِنَّكَ لَتَهْدِي إِلَى صِرَاطٍ مُسْتَقِيمٍ﴾ [الشورى:52] فتلك هداية البيان والإرشاد، فالرسول يبين الصراط المستقيم، ويرغب فيه، ويبذل جهده في سلوك الخلق له، وأما كونه يخلق في قلوبهم الإيمان، ويوفقهم بالفعل، فحاشا وكلا.

## أسباب النزول
أسباب نزول الآية (56): عن أبي هريرة: «قال رسول الله لعمه أبي طالب لما حضرته الوفاة: قل لا إله إلا الله أشهد لك بها يوم القيامة، قال: لولا أن تعيرني قريش وتقول: إنه حمله على ذلك الجزع من الموت لأقررت بها عينك. فأنزل الله الآية». أخرجه البخاري ومسلم.

## تسميتها
هذه السورة تسمى بسورة القصص، ووجه تسميتها بذلك: وقوع لفظ القصص فيها، عند قوله تعالى: {فَلَمَّا جَاءَهُ وَقَصَّ عَلَيْهِ القَصَصَ} [القصص:25]، فالقصص الذي أضيفت إليه السورة: هو قصص موسى الذي قصه على شعيب عليهما السلام فيما لقيه في مصر قبل خروجه منها، فلما حكي في السورة ما قصه موسى كانت هاته السورة ذات قصص لحكاية قصص، فكان القصص متوغلًا فيها.

## مرحلة تنزيلها
هي سورة مكية، إلا قوله عز وجل: {إِنَّ الَّذِي فَرَضَ عَلَيْكَ الْقُرْآنَ لَرادُّكَ إِلى مَعادٍ} [القصص:85]، نزلت هذه بالجحفة في وقت هجرة رسول الله صلى الله عليه وسلم إلى المدينة، قاله ابن سلام وغيره، وقال مقاتل: فيها من المدني {الَّذِينَ آتَيْناهُمُ الْكِتابَ} [القصص:52] إلى قوله: {لا نَبْتَغِي الْجاهِلِينَ} [القصص:55].

## مناسبة السورة لما قبلها
لما تضمن قوله سبحانه: {إِنَّمَا أُمِرْتُ أَنْ أَعْبُدَ رَبَّ هَذِهِ الْبَلْدَةِ الَّذِي حَرَّمَهَا وَلَهُ كُلُّ شَيْءٍ} [النمل:91] إلى آخر السورة من التخويف والترهيب والإنذار والتهديد، ما انجر معه الإشعار بأنه عليه السلام سيملك مكة ويفتحها تعالى عليه، ويذل عتاة قريش ومتمرديهم، ويعز أتباع رسوله عليه السلام ومن استضعفته قريش من المؤمنين، أتبع سبحانه ذلك بما قصه على نبيه من نظير ما أشار إليه في قصة بني إسرائيل وابتداء امتحانهم بفرعون واستيلائه عليهم وفتكه بهم، إلى أن أعزهم الله وأظهرهم على عدوهم، وأورثهم أرضهم وديارهم.
ولهذا أشار تعالى في كلا القصتين بقوله في الأولى: {سَيُرِيكُمْ آيَاتِهِ فَتَعْرِفُونَهَا} [النمل:93]، وبقوله في الثانية: {وَنُرِيَ فِرْعَوْنَ وَهَامَانَ وَجُنُودَهُمَا مِنْهُمْ مَا كَانُوا يَحْذَرُونَ} [القصص:6].

## مناسبة أول السورة بآخرها
ذكر في بدايتها هجرة موسى عليه السلام من مصر والعودة إليها، وذكر في آخرها وعد الله للنبي صلى الله عليه وسلم بعد هجرته من مكة بأنه سيعيده إليها: {إِنَّ الذِّي فَرَضَ عَلَيْكَ القُرْآنَ لَرَادُّكَ إِلَى مَعَادٍ} [القصص:88].

## وصلات خارجية
- سورة القصص: تجويد-تفسير - موقع Altafsir.com